# Карпатия
«Карпатия» (англ. RMS Carpathia — королевское почтовое судно «Карпатия») — пассажирский пароход, построенный в 1903 году. Принадлежал британской судоходной компании «Кунард Лайн» (англ. Cunard Line).
15 апреля 1912 года, выполняя рейс из Нью-Йорка в Геную, Неаполь и Триест, «Карпатия» приняла сигнал бедствия с тонущего «Титаника» и пошла на помощь. На место крушения «Карпатия» прибыла первой и взяла на борт всех выживших в катастрофе. На момент гибели «Титаника» капитаном судна был Артур Генри Рострон.
«Карпатия» затонула 17 июля 1918 года в 17 милях южнее побережья Ирландии в результате попадания в неё трёх торпед, выпущенных немецкой подводной лодкой SM U-55.

## История создания

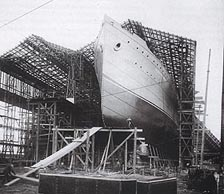
«Карпатия» перед спуском на воду

Строительство корабля велось на одной из верфей судостроительной компании «Swan and Hunter Ltd». Киль «Карпатии» был заложен 10 сентября 1901 года, а на воду новый кунардер (так нередко называли лайнеры компании «Кунард Лайн»), получивший имя «Карпатия», был спущен 6 августа 1902 года.
По окончании строительства «Карпатия» стала одним из крупнейших судов «Кунард Лайн» в то время. Однако она не была предназначена для роли роскошного лайнера. Куда более роскошные суда перевозили богатых пассажиров, а «Карпатия» могла разместить только пассажиров второго и третьего классов в дополнение к её другой цели: перевозить замороженную пищу. То есть «Карпатия» строилась и эксплуатировалась как грузопассажирский лайнер экономкласса. С этой целью она была снабжена тремя холодильными машинами и дополнительной холодильной машиной для хранения собственного провианта. Её силовая установка состояла из двух паровых машин четырёхкратного расширения, которые вращали два винта, позволяя лайнеру следовать на скорости приблизительно в 14 узлов. «Карпатия» могла перевозить около 1700 человек (200 во втором классе и 1500 в третьем классе). Уровень комфорта был высок: третий класс включал курительную, гостиную и большой обеденный салон, способный обслуживать 300 человек одновременно. Столовая во втором классе могла вместить 200 человек. Кроме всех удобств, упомянутых выше, второй класс также был оборудован библиотекой.
Поскольку завершение постройки судна было отсрочено забастовкой судостроительных рабочих, первое плавание «Карпатии» состоялось лишь в 1903 году — 5 мая она вышла из Ливерпуля, направляясь в Бостон.

## Участие в спасении пассажиров лайнера «Титаник»

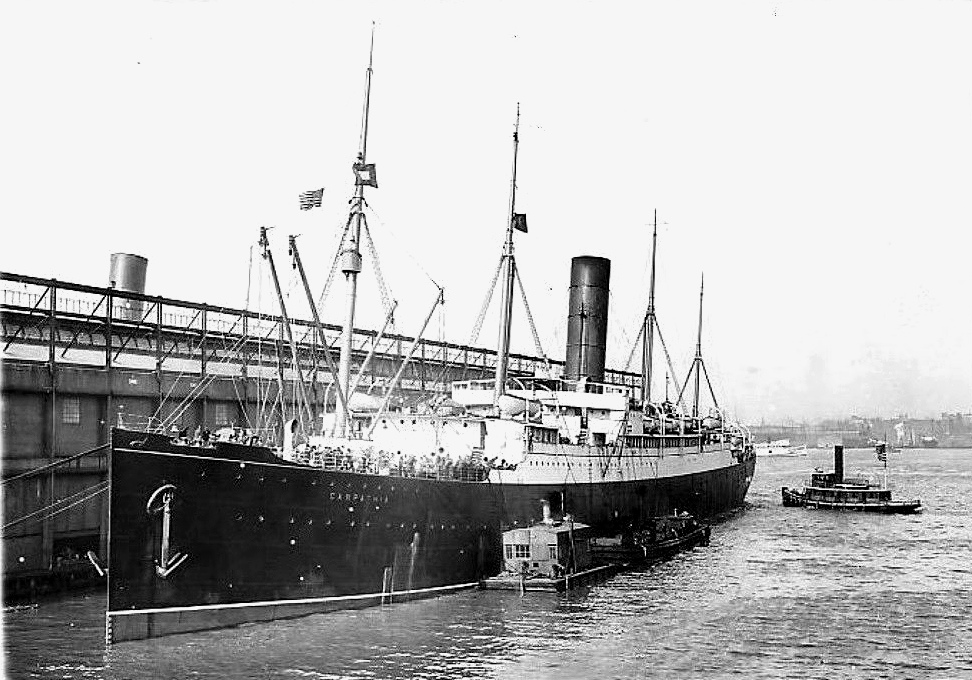
«Карпатия» в Нью-Йорке со спасшимися пассажирами лайнера «Титаник»

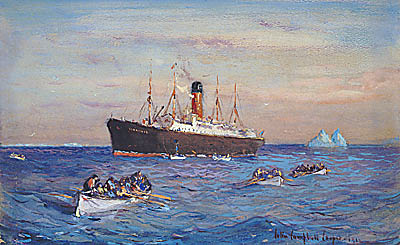
Rescue of the Survivors of the Titanic by the Carpathia, 1912 год

В 0:25 15 апреля 1912 года радистом Томасом Коттэмом был получен сигнал бедствия с тонущего на расстоянии 93 км лайнера «Титаник»:

Приходите скорее. Мы столкнулись с айсбергом. Это CQD, старина. Местоположение: 41°46' с. ш. 50°14' з. д.
Оригинальный текст (англ.)Come at once. We have struck a berg. It's a CQD, old man. Position 41.46 N 50.14 W.

Коттэм быстро дал знать об этом сообщении своему капитану Артуру Рострону. Рострон немедленно приказал развернуть судно, направляющееся в Средиземное море. Заглушив предохранительные клапана котлов и поставив двойную смену кочегаров для подачи максимального количества угля, а также перекрыв подачу горячей воды пассажирам и отключив отопление, он сумел разогнать судно до скорости в 17,5 узла (32,4 км/ч), при том, что максимальной считалось 14 узлов. В район места крушения «Карпатия» прибыла спустя три часа, около 4:00. «Титаник» к этому времени уже затонул. Всё, что оставалось сделать — подобрать спасшихся на 18 (из 20) спущенных с лайнера «Титаник» шлюпках — всего 712 человек (приблизительно 1500 погибли).
После этого в 9:00 в понедельник утром, 15 апреля, капитан Рострон приказал вести судно в Нью-Йорк. Прибыв вечером 18 апреля, судно причалило к пирсу «Кунард Лайн» № 54, и оставшиеся в живых пассажиры лайнера «Титаник» вышли на пирс. Два дня спустя, 20 апреля, «Карпатия» снова покинула Нью-Йорк, чтобы завершить свой рейс в Средиземноморье.
Художник Колин Купер с женой Эммой, находившиеся на борту «Карпатии», принимали участие в спасении выживших пассажиров с затонувшего лайнера «Титаник». На эту тему он создал несколько картин.

## Война и гибель
Во время Первой мировой войны в 1916 году на «Карпатию» назначили капитана Уильяма Протэро. По-прежнему работая на Североатлантической линии, «Карпатия» несколько раз избежала катастрофы, благополучно уходя от подводных атак. 15 июля 1918 года она покинула Ливерпуль, направляясь в Бостон. В составе конвоя из нескольких судов, она шла зигзагом в сопровождении эскорта. Рано утром в среду, 17 июля, эскорт оставил конвой. «Карпатия» продолжала движение на запад вместе с шестью другими судами как старший конвоя, так как была самой крупной.
Три с половиной часа спустя был замечен угрожающий след торпеды по левому борту. Был отдан приказ «право на борт», но было уже поздно, — торпеда попала в левый борт «Карпатии». Несколько секунд спустя вторая торпеда поразила судно в машинное отделение, лишив таким образом «Карпатию» хода. При взрыве погибли пять кочегаров, два механика были серьёзно ранены. Кроме того взрыв уничтожил практически всё электрооборудование, включая радио, и две спасательные шлюпки судна.
Капитан Протэро немедленно приказал расчехлить все шлюпки. Флагами он сигнализировал на другие суда конвоя, чтобы те передали запросы по радио. Он также приказал пускать ракеты, чтобы привлечь патрульные корабли поблизости.

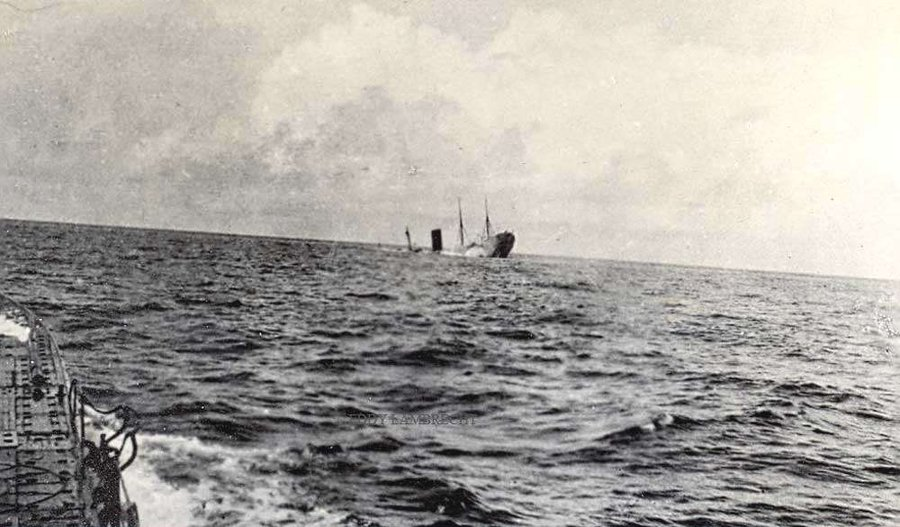
Карпатия тонет издалека

Так как судно начало погружаться носом, капитан Протэро отдал приказ команде и пассажирам покинуть судно. Всего были спущены одиннадцать шлюпок. Капитан Протэро и старший помощник оставались на тонущем судне, следя за тем, чтобы все документы были выброшены за борт. Капитан просигналил одной из спасательных шлюпок, чтобы та подошла поближе, и он и оставшаяся команда покинули судно. «Карпатия» стала тонуть быстрее. Час спустя была обнаружена подлодка, которая всплыла и выпустила третью торпеду в гибнущую «Карпатию». Через десять минут «Карпатия» окончательно затонула, приблизительно два с половиной часа спустя после атаки.
Примерно через четверть часа подлодка была замечена снова, на сей раз подбирающейся к спасательным шлюпкам. Но шлюп «Сноудроп» уже прибыл для спасательной операции и сделал приблизительно десять выстрелов по лодке. Хотя попаданий не было, подлодка была вынуждена погрузиться и покинуть место боя. Через некоторое время, приблизительно в 13:00, «Сноудроп» собрал уцелевшие спасательные шлюпки. Вечером 18 июля спасённые были благополучно высажены в Ливерпуле.
Все 57 пассажиров были спасены, а с ними 223 оставшихся в живых члена команды «Карпатии».

## Обломки корабля
Сегодня «Карпатия» остаётся на том же месте, где и затонула: на 49°25' северной широты и 10°25' западной долготы — приблизительно в 120 милях к западу от мыса Фастнет-Рок. Вплоть до недавнего времени не было сделано никакого исследования.
Однако 9 сентября 1999 года Национальное подводное морское агентство объявило, что они обнаружили останки судна. «Карпатия» лежит на глубине 156 метров в очень хорошем состоянии. Фактически неповреждённая, единственное видимое повреждение — пробоины, полученные от взрывов трёх торпед. Председатель Национального подводного морского агентства, доктор Клайв Касслер, намерен провести обширное расследование гибели судна, возможно даже задокументировать это на плёнку.
Однако по словам других[каких?] исследователей, заявление Касслера оказалось ложью, так как останки «Карпатии» по состоянию на 2015 год находятся в весьма плачевном состоянии. Физически без дальнейшего разрушения корпуса поднятие корабля на поверхность невозможно. «Карпатия» лежит, глубоко погрузившись в ил с креном на правый борт. Ослабленный ударами торпед и последующим ударом о дно, корпус изогнулся в районе миделя. Часть надстроек и дымовая труба полностью разрушены.